# 張瓚 (弘治進士)
張瓚（1473年—1542年），字廷獻，號東瀛，府軍左衛官籍，直隸滄州（今河北滄州市）人，明朝政治人物，弘治乙丑進士，官至兵部尚书。

## 生平
順天府鄉試第八十名，弘治十八年（1505年）乙丑科二甲進士。授吏科給事中，遷兵科都給事中，正德七年（1512年），轉通政司右參議。正德十四年（1519年），陞通政使司右通政。
嘉靖改元，轉左通政。嘉靖三年（1524年），在大禮議中參與左順門哭諫。嘉靖四年（1525年），升太常寺卿。累陞兵部左侍郎兼左副都御史，總制宣大偏保等處軍務。嘉靖二十一年十月卒於任，享年七十，朝廷賜祭葬，贈太保，諡恭襄。

## 家族
曾祖父張聚，明初以功升沈阳左卫百户，寻升府军左卫副千户；祖父張能，副千户；父張傑，副千户。母王氏；繼母崔氏。

## 紀念
滄州城原有都諫坊、宮保坊。